# Брамея Ледерера
Брамея Ледерера (лат. Brahmaea ledereri) — вид ночных бабочек из семейства Брамеи. Видовое название дано в честь Юлиуса Ледерера (Julius Lederer, 1821—1870) — австрийского энтомолога.

## Описание
Длина переднего крыла 47—53 мм. Размах крыльев 110—125 мм. Крылья черновато-бурые со бурой срединной сильно суживающейся под срединной ячейкой перевязью, иногда почти полностью разделённой на 2 части. Снаружи и внутри от перевязи находится поперечный струйный рисунок, состоящий из множества тёмно-бурых и желтовато-белых волнистых линий. Прикорневое поле небольшое. На заднем крыле находится струйчатый рисунок. Внутренняя часть крыла монотонная, тёмно-бурого цвета.

## Подвиды
- Brahmaea ledereri christophi Staudinger, 1879 — ряд авторов выделяют в отдельный вид — Брамея Христофа.
- Brahmaea ledereri ledereri Rogenhofer, 1873
- Brahmaea ledereri zaba de Freina, 1982

Brahmaea ledereri zaba из Турецкого Курдистана, провинция провинция Хаккяри. Переднее крыло: длина 55 мм, основной фон матовый тёмно-коричневый, темнее, чем у номинативного подвида. Базальная часть крыла сходна с номинативным подвидом. Относительно рисунка: волнистые линии в меньшем количестве и не так хорошо выражены к переднему краю. Срединная перевязь широкая, в то время, как у номинативного подвида перевязь сужается и у некоторых экземпляров даже прерывается. Заднее крыло: базальная часть такой же ширины, как у номинативного подвида, но со светлой перевязью.

## Ареал
Северная Турция и Грузия (Колхидская низменность). Лёт бабочек отмечается в апреле.